# Ed Gray
Edward "Ed" Gray Jr. (nacido el 27 de septiembre de 1975 en Riverside, California) es un exjugador de baloncesto estadounidense que jugó durante 2 temporadas en la NBA, además de jugar en la CBA. Con 1,90 metros de altura, lo hacía en la posición de escolta.

## Trayectoria deportiva

### Universidad
Comenzó su carrera universitaria jugando una temporada con los Volunteers de la Universidad de Tennessee, de donde fue transferido al pequeño Community College de Southern Idaho, para acabar jugando dos temporadas con los Golden Bears de la Universidad de California en Berkeley . En el total de su carrera promedió 18,3 puntos y 3,4 rebotes por partido. En 1997 fue incluido en el tercer equipo All-American, siendo además elegido ese año como mejor jugador de la Pacific Ten Conference.

### Profesional
Fue elegido en la vigésimo segunda posición del Draft de la NBA de 1997 por Atlanta Hawks, donde jugó dos temporadas marcadas por las lesiones, un juego inconsistente y los problemas fuera de la cancha. De hecho, se lesionó de gravedad en el final de su última temporada como universitario, llegando mermado al equipo. Apenas disputó 30 partidos en cada una de ellas, siendo suu mejor campaña la primera, en la que promedió 7,6 puntos y 1,5 rebotes por partido.
Antes del comienzo de la temporada 1999-00 fue traspasado junto con Steve Smith a Portland Trail Blazers, a cambio de Isaiah Rider y Jim Jackson, quienes a su vez lo incluyeron en el lote de jugadores junto con Walt Williams, Kelvin Cato, Stacey Augmon, Carlos Rogers y Brian Shaw que enviarían a Houston Rockets a cambio de Scottie Pippen. Pero no llegó a debutar con los Rockets, siendo despedido. Tras un año en blanco, probó fortuna en la CBA, jugando una temporada con los Gary Steelheads, y al año siguiente con los Dakota Wizards, con los que únicamente disputó un partido antes de retirarse definitivamente.

## Estadísticas de su carrera en la NBA

### Temporada regular
| Temporada | Edad | Equipo        | Liga | P  | TIT | MIN  | TC  | TCA | %TC  | 3P  | 3PA | %3P  | TL  | TLA | %TL  | R.OF. | R.DEF. | REB | ASIS | ROB | TAP | PER | FP  | PTS |
| 1997-98   | 22   | Atlanta Hawks | NBA  | 30 | 3   | 15.7 | 2.6 | 6.7 | .381 | 0.6 | 1.5 | .391 | 1.8 | 2.2 | .846 | 0.3   | 1.2    | 1.5 | 1.1  | 0.5 | 0.4 | 1.0 | 2.4 | 7.6 |
| 1998-99   | 23   | Atlanta Hawks | NBA  | 30 | 3   | 11.2 | 1.8 | 6.1 | .291 | 0.4 | 1.4 | .286 | 0.9 | 1.2 | .757 | 0.2   | 0.7    | 0.9 | 0.4  | 0.4 | 0.0 | 1.0 | 1.0 | 4.9 |
| Total     |      |               | NBA  | 60 | 6   | 13.5 | 2.2 | 6.4 | .339 | 0.5 | 1.5 | .341 | 1.4 | 1.7 | .814 | 0.3   | 1.0    | 1.2 | 0.8  | 0.5 | 0.2 | 1.0 | 1.7 | 6.2 |

### Playoffs
| Temporada | Edad | Equipo        | Liga | P | MIN | TCA | TC | 3PA | 3P | TLA | TL | R.OF. | REB | ASIS | ROB | TAP | PER | FP | PTS | %TC  | %3P  | %FT  | MIN | PTS | REB | AST |
| 1998-99   | 23   | Atlanta Hawks | NBA  | 8 | 71  | 15  | 41 | 4   | 11 | 10  | 11 | 2     | 9   | 4    | 6   | 1   | 2   | 11 | 44  | .366 | .364 | .909 | 8.9 | 5.5 | 1.1 | 0.5 |
| Total     |      |               | NBA  | 8 | 71  | 15  | 41 | 4   | 11 | 10  | 11 | 2     | 9   | 4    | 6   | 1   | 2   | 11 | 44  | .366 | .364 | .909 | 8.9 | 5.5 | 1.1 | 0.5 |